# Джету
Дже́ту (Джетху, Жету; англ. Jethou /ˈdʒɛt.huː/; фр. Jéthou; гернс. Jethao) — маленький островок в составе коронного владения Гернси в архипелаге Нормандские острова. Остров находится в нескольких сотнях метров к югу от Херма.
Известно, что Джету был частью Херма и был соединён узким перешейком, который в 709 году был размыт после шторма.
Площадь острова составляет всего 0,18 км².
Джету — частный остров, самостоятельная высадка на него без разрешения запрещена.